# صحة إلكترونية

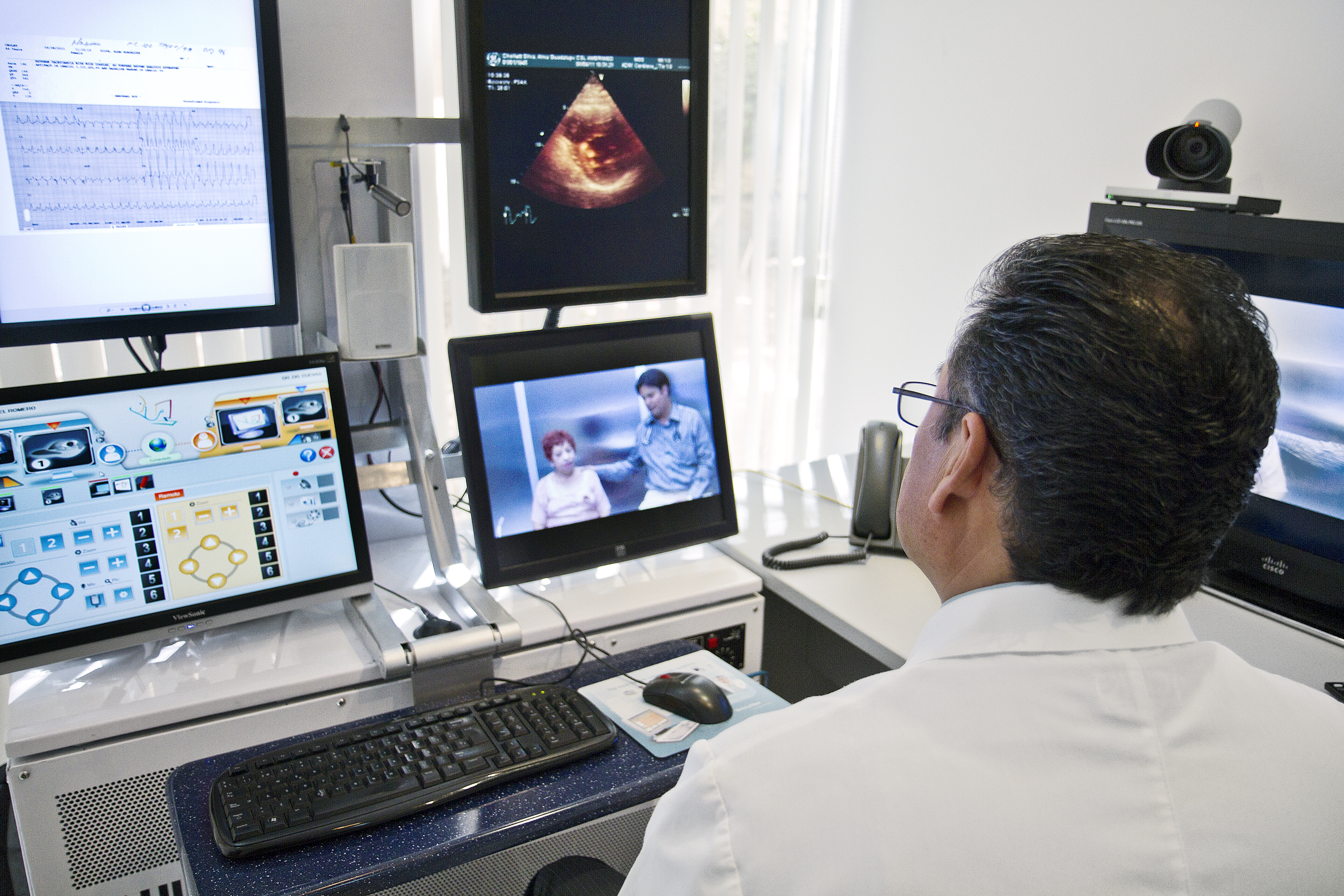

الصحة الإلكترونية مفهوم يقصد به استغلال القطاع الصحي لتكنولوجيا الاتصال والمعلومات ضمن العالم الرقمي بتطبيقات كثيرة.
ومن أبرز تطبيقاتها خدمة السجل الطبي الإلكتروني الموحد الذي يحتوي على المعلومات والبيانات الطبية الخاصة بكل مريض وإتاحة نقل هذه المعلومات الكترونياً ولحظيا عن طريق شبكات البيانات بين المرافق الطبية المختلفة. كما يشمل المفهوم نشر وتبادل المعلومات الطبية بين مختصي الميدان وإجراء العمليات الجراحية والرعاية الصحية عن بعد وهذا ما نسميه بالطب الاتصالي أو التطبيب عن بعد وكذلك تقنيات التصوير الاشعاعي والرقمي. وذلك لأغراض قد تكون إكلينيكية، إدارية، أو حتى تعليمية تثقيفية إذا تعلق الامر بنشر الوعي الصحي.

## مجالات الصحة الالكترونية
من ابرز وأهم ميادين ومجالات الصحة الالكترونية مايلي:
- المستشفى الافتراضي على الإنترنت
- الملف الطبي الإلكتروني الموحد
- البطاقة رقمية لكل مواطن أو مراجع تحتوي على شريحة ذكية.
- الصيدلة الذكيـــة.

### المستشفى الافتراضي على الإنترنت
إنشاء مواقع إلكترونية للمستشفيات الطبيبة وربطها بالأجهزة والهواتف الذكية ويتم من خلالها توفير المعلومات الخاصة بالأطباء والخدمات الطبية المقدمة وأخبار المراجع بالمواعيد ومسألة تأجيلها أو إلغائها بالإضافة إلى ربطها بمواقع التواصل، بالإضافة إلى تمكين المراجع من أن يختار الطبيب المعالج من خلال قاعدة البيانات والمعلومات الموجودة، لضمان الاستفادة من الأطباء أصحاب التخصصات النادرة من أي مكان في المدينة وفي أي وقت وتمكين المراجع من مراسلة طبيبه في أي مكان وفي أي وقت لتشخيص حالته من خلال قاعدة المعلومات.
البطاقة الرقمية أو المراجع التي تحتوي على شريحة ذكية:
تتميز هذهالبطاقة الرقمية بالخصوصية لكل مواطن ال جانب تقنية المراجع التي تحتوي على شرائح ذكية تضم تاريخه الصحي ومشاكله الصحية ونوع فصيلة الدم والأشعة والتحاليل الخاصة بحالته الصحية، كما يمكن الاستفادة منها في حجز المواعيد ومراجعات المرضى فبدلا أن يظل المرضى من كبار السن والمتعبين في ردهات المستشفى، إضافة إلى يجب أن يكون هناك تشخيصا للمريض من قبل الطبيب عن بعد من خلال التقنية عند تمرير البطاقة وتحديدا في العروض الصحية والتي تكون من الدرجة الثانية أو المراجعات العادية التي لاتحتاج الكشف المباشر حيث يكون بإمكان الطبيب المعالج من خلال الدخول على ملف المريض الإلكتروني فحص الحالة وتشخيصها مبدئيا واتخاذ القرار بشأنها، وبذلك نوفر الوقت والجهد والزمن على الطبيب والمريض.

### الملف الطبي الإلكتروني الموحد
يكون هنالك ملف طبي الكتروني موحد لكل مواطن ومقيم بحيث يتم ربط السجل الطبي للمريض ويمكن لأي جهة طبية أخذ نسخة من الملف الطبي لمتابعة سجل المريض والعلاجات المقدمة في الجهات الطبية الأخرى.

### الصيــدلة الذكيـــة
غالبا ما يواجهنا حدوث إن الشخص يبحث على أحد الأدوية في أكثر من صيدليه ويكون الدواء غير موجود أو نافذ أساسا.
الحل هو وضع موقع للصيدلية ووضع أسماء الأدوية الموجودة وربطها بالموقع المشترك بحيث انه عندما ينقص أي دواء أو يتم شرائه فقط بمسح الباركود على الدواء يربط نفسه اتوماتيكيا بالموقع ويحذف من الموقع وبهذه الحركة يتم توفير الوقت والجهد.

## التطبيب الإلكتروني
التطبيب الالكتروني أو ما يعرف بالتطبيب عن بعد وهو شكل من أشكال الممارسة الطبية يعتمد على استخدام تقنيات الاتصالات المتطورة لتبادل المعلومات الصحية وتقديم الرعاية الصحية، وهذا بغض النظر عن الحواجز الزمنية والجغرافية، أو حتى الثقافية والاجتماعية.
ينقسم التطبيب عن بعد من حيث النقل إلى نوعين:
1. نقل متزامن: حيث يكون الاتصال والتفاعل في الوقت الحقيقي بين الطبيب من جهة ومريضه من الجهة الأخرى.
2. النقل اللامتزامن: حيث أن المريض يقوم بنقل وتوصيل أو توفير المادة الطبية بواسطة الفيديو، الكمبيوتر أو أي وسيلة أخرى ويتلقى أو يحصل على الرد من الطبيب في وقت لاحق.

### من أهم أسباب استخدامه
1. الاستشارات الطبية في الحالات الخاصة.
2. ظهور مرض غير شائع أو نادر مثل مرض الايبولا.
3. تضارب الآراء والأفكار حول مرض معين.
4. أمراض بمعالجة تجريبية.
5. مرض مهدد للحياة (وباء قاتل).

### فوائد التطبيب الإلكتروني
للتطبيب الاليكتروني فائد لا تعد وتحصى اهمها مايلي:
1. تعدد وسائط الشرح قد تزيد من تحسين الرعاية الصحية.
2. تقليل نفقات انتقال المريض إلى أماكن متخصصة بعيدة.
3. التواصل بين المريض والطبيب بما يوفر أكبر قدر من الراحة للمريض
4. التقليل من متاعب سفر المريض إلى المدن الكبيرة والانتقال لمسافات بعيدة بما يضر بصحته.
5. امكانية تطوير مبادئ الرعاية الصحية بشكل أسرع فيعزز التعاون الطبي وتقاسم المعلومات والخبرات المتخصصة.

من بين ابرز الخدمات التي يقدمها التطبيب عن بعد:
- Télé-consultati: هي الخدمة الخاصة بالاستشارات الطبية عن بعد.
- Télé-surveillance: هي المراقبة الطبية على بعد مسافة معينة.
- Télé- urgence: هي الإجابة الطبية في إطار تنظيم الطوارئ.

## التعليم الإلكتروني
يساهم التعليم الإلكتروني بفعالية في عملية التكوين المتواصل للعاملين في مجال الصحة من أجل القيام بدور كل من:
- الطبيب المتعلم طوال الحياة.
- الأخصائي حيث يقوم بمطالعة كل لأخبار الجديدة في مايخص تخصصه.
- المرشد/المثقِّف.
- المدير.
- الباحث.

## الإدارة الالكترونية
إن الصحة الالكترونية هي أحد أنماط الإدارة الالكترونية المعاصرة، تتجسد من خلال إدارة القطاع الصحي العام والمساهمة في تقديم إحصائيات دقيقة، إذ تقوم الصحة الالكترونية بتوفير الاستشارات والخدمات والمعلومات الطبية إلى المريض عبر الوسائل الالكترونية من جهة، وإدارة شؤون عمال القطاع من جهة أخرى، وتعد السجلات الطبية الالكترونية واحدة من أفضل الأشكال المحورية التي تعتمد عليها عملية تقديم الرعاية الصحية داخل المستشفيات وبين مختلف أنواع المنظمات الطبية المحلية والوطنية وحتى العالمية.
ومن أهم أوجه الإدارة الالكترونية القيام بالأنشطة التالية:
•إدارة القطاع الصحي العام بمختلف خدماته الصحية على مستوى وطني
•تبني مسؤولية إدارة مؤسسات للرعاية الصحية كمستشفى أو مختبر مثلا.
•إدارة برنامج وطني لمكافحة الأمراض مثلا
•المساهمة في إعطاء إحصاءات تتميز بالدقة الكبيرة التي تسمح بتلبية فعالة للحاجيات مثل إحصائيات حول نسب الولادات والوفيات، معدلات انتشار الأمراض...

## النشر الإلكتروني
النشر الإلكتروني هو استخدام الأجهزة الإلكترونية في إدارة وتوزيع المعلومات الصحية والطبية من أجل التوعية والتثقيف والإرشاد الصحي للمواطنين عامة وتوجيههم إلى الوقاية باستغلال طرق ووسائط قد تكون متوفرة لديهم، أو عن طريق:
- قواعد البيانات.
- البوابات الإلكترونية.
- خدمات شبكة الإنترنت كالبريد الإلكتروني.
- المنتديات والمواقع الطبية المختلفة.
- المكتبات الرقمية والدعاية الإشهارية عبر شبكة الإنترنت.

## السـجلات الطبـيــة
يعرف أحد الأطباء السجلات الطبية على أنها:«الإدارة المسؤولة عن ملفات المرضى وإعداد الإحصائيات والفهرسة وتصنيف المعلومات اللازمة لتقييم الخدمات المقدمة للمرضي كما وكيفا» موغلي.
وعليه يمكن تعريف السجلات الطبية على أنها مجموعة التقارير والنماذج الخاصة بالمرضى والتي يستخدمها كل من الممرض أو موظف السجلات، كما أنها تمتاز بدقة محتواها وسهولة الوصول إليها من خلال تكاملها مع مصادر المعلومات المختلفة اعتمادا على نظم شبكات المعلومات. وهي نوعان:
- سجلات الرعاية التمريضية.
- سجلات إدارية.

## الاحتياجات للصحة الاليكترونية

### بالنسبة للسكان
سهولة العثور على الخدمات الصحية.
- اختصار للوقت والجهد عند الحصول على الخدمة من مواقع مختلفة.
- الحصول على التشخيص السريع عند الحاجة إلى العناية الطبية.
- التقليل من فترة انتظار توفير الخدمة.
- إمكانية عرض المعلومات الصحية الخاصة بالمريض وفي أي وقت.
- القدرة على معرفة الأشخاص المطلعين على المعلومات الصحية ولأي غرض.
- تثقيف وتعلم مختلف فئات المجتمع.
- تمكين من تكفل شامل متعدد المجالات.

### بالنسبة لإدارة قطاع الصحة
يشمل مجال التنظيم الفعال لمختلف المعلومات والمعطيات على حد سواء، وهذا من خلال تصنيفها وترميزها لاستغلالها في ميادين أخرى من قبل هيئات ومؤسسات معينة.
مواجهة التوزيع غير المنظم للموارد المختلفة والطلبات المتزايدة للخدمات.
وسرعة الإجابة على الطلبات المتزايدة إلى جانب احتراف فن الإدارة الالكترونية في العديد مجالات اقتصادية كإدارة الموارد المالية لتكاليف المرضى، الحرص على تحقيق التنمية المستدامة، ورفع كفاءة تسيير القطاع...

### العاملون في قطاع الصحة
يساهم التكوين المتواصل في تنمية كفاءة عمال القطاع الصحي مما يسمح بتشجيع وتسهيل التعاون وتبادل الخبرات والمعارف بين عناصره وتقليص عزلة الممارسين نسبيا من جهة، وفي نفس الوقت متابعة سجلات المرضى، ومن جهة أخرى تقليص عدد وحجم الأخطاء الطبية بتوفير المعلومات والخبرات المناسبة.

## نظم إدارة المعلومات
لم يكن تطوير عرض المعلومات والبيانات هو كل ما يشغل عقل المتخصصين، ولكن ما يشغلهم في الواقع هو كيفية ترتيب ذلك العرض وتنسيق أولوياته من حيث الخطورة والتأثير والأهمية لكي تدعم تلك السجلات الإلكترونية بمحتواها قدرة الطبيب على تمييز دلائل الخطر ونذر المرض في بداياته المبكرة وقبل أن يصل إلى مرحلة يصعب علاجها بما تقدمه من معطيات رقمية، أوأن توجه الطبيب إلى الاختيار الأمثل وتساعده على اتخاذ القرار الصحيح في وصف العلاج أو الفحص أو الجراحة المناسبة، لذلك فقد زودت نظم المعلومات الحديثة السجلات الطبية بقدرات خاصة على معالجة البيانات وتحليلها كتنظيمها في شكل جداول مثلا، مما يسهل عمليتي تتبع ومراقبة المريض، وبالتالي رفع كفاءة الرعاية الصحية. بمختلف العيادات الداخلية والخارجية، ومرافق الرعاية الممتدة.
وعليه أصبح من الممكن تمييز الأرقام المرضية في النتائج المعملية من خلال قياس تجاوزها للحدود الطبيعية المتعارف عليها وكذلك ربط تلك القيم والأرقام بسن المريض ونوعه وحالته الصحية الأصلية، كما أصبح في الإمكان عقد مقارنات آلية بين تلك النتائج وسابقاتها لتقييم استجابة المريض لعلاج أو جراحة معينة.
وفي مايلي نموذج (الشكل-1-) يمثل أعضاء إدارة تنظيم وتنسيق المعلومات الطبية.

## الخدمات الـمُرْتكزة على المعارف
إن أحد مجالات التطبيق هو الحصول على النُظُم الـمُرْتَكزة على المعارف واستخدامها، والتي تُعرف أيضاً باسم:

### النظم الخبيرة ودعم اتخاذ القرار
عرف " James O'Brien " نظام دعم اتخاذ القرار، بأنه نظام معلومات مرتبط بالحاسب يقوم بتزويد المستخدمين بالدعم اللازم لاتخاذ القرارات اللازمة من خلال تحليل المعلومات المعقدة، ومحاكاة عملية اتخاذ القرارات على الصعيد البشري.
إن أنظمة الخبراء أو بالأحرى نظم قواعد المعرفة Knowledge Base Systems هي أنظمة جديدة ذات قدرات تفوق بمراحل قدرات الأنظمة الآلية التقليدية حيث لها القدرة على الحصول على الاستنتاجات بمعلومات متناقضة وغير مكتملة.وهي بذلك تحاكي الخبراء والقادة العسكريين الذين غالباً ما يتخذون القرارات تحت هذه الظروف، وهي تقنية عملية مفيدة مادامت تستخدم من قبل المختصين وطبقت في المجالات التي تتناسب مع حدود معرفتنا لقدراتها.
من أوائل أنظمة الخبراء التي تطورت حتى الآن نظام مايسن Mycin لتحليل وعلاج وأمراض الدم المعدية، وقد طور هذا النظام في جامعة ستانفورد حيث احتوت قاعدة معلوماته على نحو (400) قانون تربط العوارض المحتملة للمرض بالاستنتاجات الممكنة وقد قورنت النتائج المستخرجة من نظام مايسن في كثير من تحليلاته على مستوى الأطباء الموجودين في اللجنة.

### الأهداف التي يعمل نظام دعم القرار على تحقيقها
- مساعدة المدراء في اتخاذ القرار لحل المشاكل المهيكلة.
- دعم حكم المدير بدلاً من محاولته أن يحل محله.
- تحسين فعالية عملية اتخاذ القرارات بدلاً من كفاءتها.

### أمثلة عن بعض النظم الخبيرة

#### v-TAM
وهو عبارة عن قميص مخصص للعمل يحتوي على عدة مصفوفات من الحساسات الخاصة بالتقاط العديد من البارامترات الحيوية كعدد نبضات القلب ومعدل التنفس وحرارة الجلد ويقوم بتخزينها وإرسالها إلى الطبيب الذي يملك القدرة على التحدث مع المريض عند الضرورة بواسطة نظام ميكروفون – مكبر صوتي مدمج مع القميص.وفي الحالات الطارئة يمكن بسهولة الوصول إلى المريض بواسطة نظام الـ GPS المدمج أيضاً مع القميص.

#### المشروع Living Healt
مشروع Living Health مشروع استرشادي يرمي إلى تمكين المرضى من الحصول على استشارة حية وجهاً لوجه مع ممرضة تابعة لأحد مراكز NHS عبر بث تلفزيوني تفاعلي.

## الصحة الالكترونية في دولالعالم الثالث
إن النُّظُم الصحية في البلدان منخفضة الدخل وموسطته تواجه تحديات كبيرة أمام توفير رعاية عالية الجودة بأسعار معقولة ومُتاحة عالمياً. واستجابةً لذلك يقوم صُنّاع السياسة ومُنفِّذو البرامج بالبحث عن طرائق مبتكرة للتخلص من العوائق الجغرافية والمالية أمام الصحة، ونتج عن ذلك تزايد الاهتمام بإمكانات الرعاية الصحية الإلكترونية والصحة الجوّالة (، وهو فرعٌ من الرعاية الصحية الإلكترونية تعتمد على الهاتف النقال).من خلال للأحداث والمواقع على شبكة الإنترنت والنشريات التي تركز على الصحة الإلكترونية.
وقد تم توسيع نطاق عدد قليل من البرامج وعادة ما كان التنفيذ مجزئ وغير منسَّق إلى جانب الاعتماد على المناقشات النظرية والتوصيات التي تحيط بتنفيذ السياسات والبرامج المعتمدة على الصحة الإلكترونية ويمكن استخلاص ما يلي:
- القطاع الصحي في العالم الثالث يعاني من ضعف البـِنْية التحتية للمعلومات والاتصالات.
- عدم كفاءة التعليم والتأهيل في مجال المعلومات الصحية والطبية.
- تتابع بعض الدول تنفيذ المشاريع وتمويل الأنشطة الخاصة بهذا المجال دون خطة وطنية متكاملة.
- إن التعاون بين الدول يكاد يكون محدوداً بين المؤسسات الصحية والطبية ولا يحمل الطابع المؤسسي.

### بعض الحلول المقترحة
1. وضع خطط وإستراتيجيات وطنية للصحة الإلكتـرونية.
2. توفير الموارد المالية والتقنية الكافية بصفة مستمرة.
3. وضع خطة للاستجابة في حالات الطوارئ، وللخلاص من آثار الكوارث.
4. تبنِّي معايـير أساسية لخدمات الصحة الإلكتـرونية.
5. توفيُر مقتضيات التواصُل على قدم المساواة والإنصاف.
6. إتاحة المعدات الرقمية في كلٍّ من مراكز الرعاية الصحية الأولية والمستشفيات.
7. توفير الموارد البشرية المتمثلة في اليد العاملة المؤهلة لإدارة خدمات الصحة الإلكتـرونية.
8. توعية المواطن بدور وأهمية تكنولوجيا المعلومات والاتصالات في الميدان الصحي.

- لكثير من البلدان الأفريقية لم تنتظر حتى يتم بناء البنيات التحتية النحاسية الباهظة التكلفة لخطوط الهاتف الثابت، ولكنها قفزت مباشرة إلى الهواتف النقالة. ويشير توريه إلى تطبيق منخفض التكلفة، والذي يمكن استخدامه لتشخيص الملاريا، يقوم بمعالجة صورة ملتقطة ومأخوذة بهاتف محمول لعينة من الدم المستخدمة للكشف عن الطفيليات. ويقول توريه «لا يوجد عملياً أي شخص على وجه الأرض ليس له علاقة بطريقة أو بأخرى بالهواتف النقالة. وهذا يجعل منه أداة في غاية القوة لتقديم وتوفير الرعاية الصحية».[8]

## ايجابيات الصحة الإلكترونية

### توسيع النطاق الجغرافي
الغاية هي تجاوز المسافة بين المريض والطبيب باستبدال الزيارة المكتبية التقليدية.وذلك يتضمن ما سنطلق عليه تقليدياً اسم التطبيب عن بعد (مثل المؤتمرات عن طريق الفيديو مع المرضى في المناطق النائية؛ والتراسل الفوري مع ممارس صحي من أجل النصح الطبي).وهنا يمكن الاعتماد على تقنية (GPS).

### تيسير اتصالات المريض
الغاية منها تسهيل الاتصال بين العاملين الصحيين والبرامج الصحية والمرضى خارج أوقات الزيارات المكتبية النظامية. وتتضمن الفئات الفرعية التالية:
- التثقيف الصحي الشامل.
- تعزيز مطاوعة المريض.
- إتاحة خدمات الرعاية في حالات الطوارئ.
- حماية خصوصية المريض.

### تحسين التشخيص والمعالجة
الغرض هو السماح للعاملين الصحيين بتحسين الأداء في أثناء التدريب أو في الميدان من خلال المساعدة المباشرة مع اتخاذ القرار وضع التشخيص.

### تحسين إدارة المعطيات
بجمع المعطيات، وتنظيمها أو تحليلها. وذلك من شأنه أن يسرع ويعزز نقل المعطيات عن بُعد. (مثلاً استخدام المساعد الرقمي الشخصي لجمع المعلومات
المتعلقة بأمراض محددة أو بصحة الأطفال في مناطق معينة، بشكل إلكتروني؛ وأنظمة السجلات الإلكترونية).

### تبسيط المعاملات المالية
بتسهيل دفع المريض لتكاليف الرعاية وتسهيل تلقي الطبيب للدفعات (مثلاً: مدفوعات أقساط التأمين المحمولة والقسائم عبر الهاتف).

### التخفيف من الغش وسوء الاستخدام
أي منع الغش وسوء الاستخدام (مثلاً النصوص ورموز PIN لكشف الأدوية المزيفة، واستخدام المعطيات البيولوجية لكشف زوار المريض). الإضافة إلى التحقق من المنتَج الطبي، هوية المريض، المعاملات المالية...